# Tử hình do buôn bán ma tuý

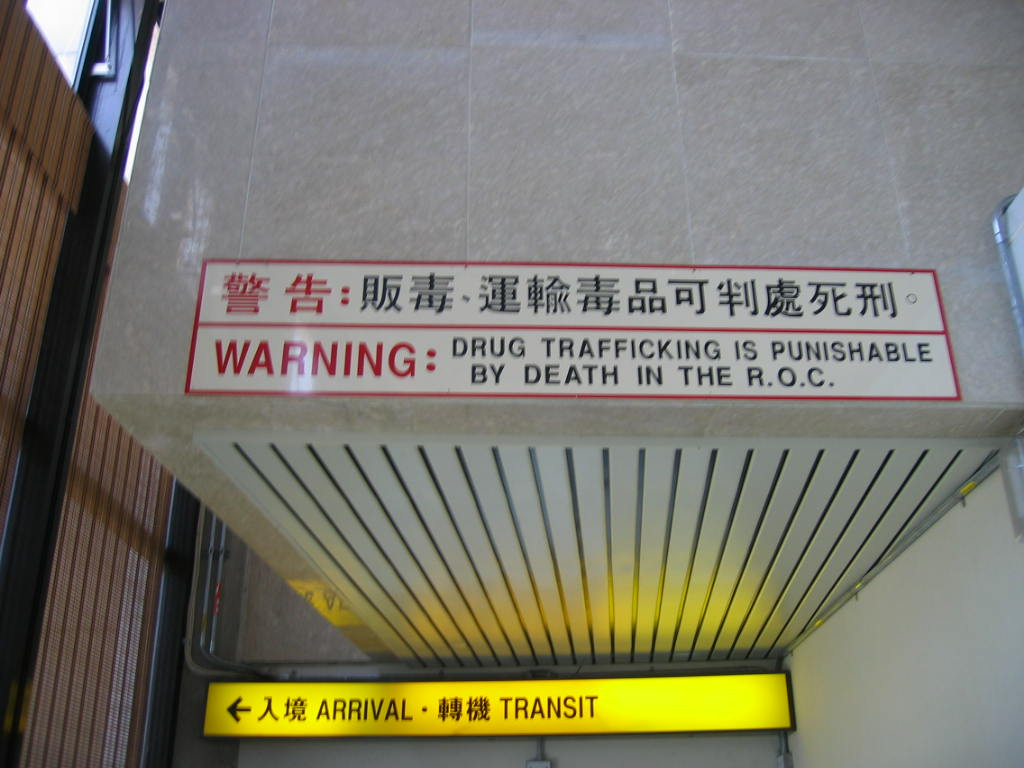
Một biển cảnh báo buôn bán ma tuý là tội tử hình ở Đài Loan.

Ở một số quốc gia như Malaysia và Singapore, các hành vi xuất, nhập khẩu, sở hữu ma tuý trái phép được coi là tội phạm và có thể dẫn đến án tử hình.

## Các quốc gia áp dụng án tử hình do buôn bán ma tuý

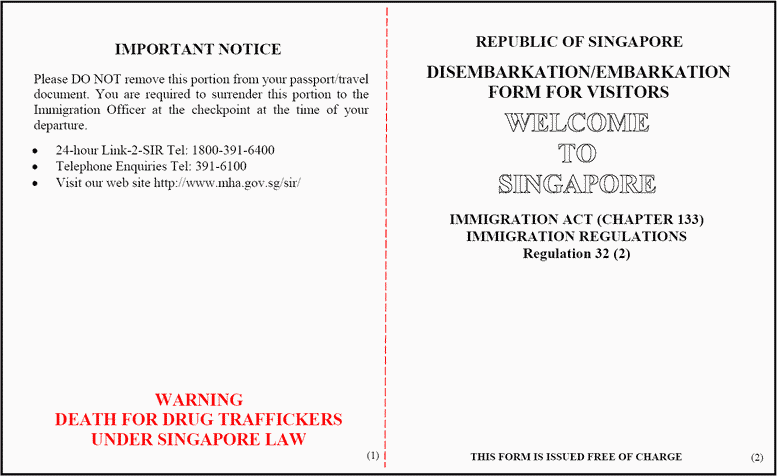
Một cảnh báo in trên vé tàu ở Singapore.

| Country                              | Mức độ | Hình thức                   |
| ------------------------------------ | --- | --------------------------- |
| Afghanistan                          | | xử bắn / treo cổ            |
| Bangladesh                           | | xử bắn / treo cổ            |
| Brunei                               | | treo cổ                     |
| Trung Quốc                           | | xử bắn / tiêm thuốc độc     |
| Cuba                                 | | xử bắn                      |
| Ai Cập                               | Buôn bán ma tuý | xử bắn / treo cổ            |
| Indonesia                            | | xử bắn                      |
| Iran                                 | Buôn bán hay sản xuất ma tuý, lần thứ 3 bị kết án sở hữu, phân phối, bán ma tuý                                                                          | xử bắn / treo cổ            |
| Iraq                                 | | xử bắn / treo cổ            |
| Jordan                               | Buôn bán ma tuý | treo cổ                     |
| Kuwait                               | | xử bắn / treo cổ            |
| Lào                                  | | treo cổ                     |
| Malaysia                             | | treo cổ                     |
| Hàn Quốc                             | Buôn bán hay sản xuất ma tuý | xử bắn                      |
| Oman                                 | | xử bắn                      |
| Qatar                                | | chặt đầu                    |
| Pakistan                             | | treo cổ                     |
| Ả Rập Xê Út                          | | chém đầu                    |
| Singapore                            | Buôn bán ma tuý với số lượng nhiều hơn các mức sau: - 1200 g opium - 30 g morphine - 15 g heroin - 30 g cocaine - 500 g cannabis - 250 g methamphetamine | treo cổ                     |
| Somalia                              | | xử bắn                      |
| Sri Lanka                            | | treo cổ                     |
| Syria                                | | treo cổ                     |
| Sudan                                | | treo cổ                     |
| Đài Loan                             | | xử bắn / tiêm thuốc độc     |
| Thái Lan                             | | tiêm thuốc độc              |
| Các Tiểu vương quốc Ả Rập Thống nhất | | chém đầu / xử bắn / treo cổ |
| Hoa Kỳ                               | | giật điện / tiêm thuốc độc  |
| Việt Nam                             | | tiêm thuốc độc              |
| Yemen                                | | xử bắn                      |
| Zimbabwe                             | | treo cổ                     |